# Antipathes arborea
Antipathes arborea är en korallart som beskrevs av James Dwight Dana 1846. Antipathes arborea ingår i släktet Antipathes och familjen Antipathidae. Inga underarter finns listade i Catalogue of Life.